# Mulino (Oregon)
Mulino – jednostka osadnicza w Stanach Zjednoczonych, w stanie Oregon, w hrabstwie Clackamas.